# Decaschistia occidentalis
Decaschistia occidentalis là một loài thực vật có hoa trong họ Cẩm quỳ. Loài này được A.S.Mitch. ex Craven & Fryxell mô tả khoa học đầu tiên năm 1989.